# Pierrefitte (Vosges)
Pierrefitte é uma comuna francesa na região administrativa do Grande Leste, no departamento de Vosges. Estende-se por uma área de 8.78 km². Em 2010 a comuna tinha 117 habitantes (densidade: 13,3 hab./km²).